# Unidad en Equipo
El Unidad en Equipo (en inglés: Team Unity) y habitualmente estilizado como Team UNITY o TEAM UNITY es una coalición electoral tripartita de San Cristóbal y Nieves constituida por los partidos de la isla de San Cristóbal Movimiento de Acción Popular (PAM) y Partido Laborista del Pueblo (PLP), y el Movimiento de los Ciudadanos Preocupados (CCM) de la isla de Nieves. Formó el gobierno del país insular tras su victoria en las elecciones generales de 2015, poniendo fin a veinte años de hegemonía de la coalición entre el Partido Laborista de San Cristóbal y Nieves (SKNLP) y el Partido de la Reforma de Nieves (NRP). Volvería a ganar en los comicios de 2020, con una mayoría de 9 escaños sobre 11. Timothy Harris, actual primer ministro de San Cristóbal y Nieves, encabeza la coalición. La alianza goza también de mayoría en la legislatura autónoma de Nieves, con 4 de los 5 escaños parlamentarios ocupados por el CCM y Mark Brantley como premier del gobierno autónomo.

## Composición
| Partido | Partido                                  | Asamblea Nacional | Asamblea de Nieves |
| ------- | ---------------------------------------- | ----------------- | ------------------ |
|         | Partido Laborista del Pueblo             | 2/11              |                    |
|         | Movimiento de Acción Popular             | 4/11              |                    |
|         | Movimiento de los Ciudadanos Preocupados | 3/11              | 4/5                |

## Resultados electorales
| Elección | Votos  | Porcentaje | Escaños | +/– | Estado   |
| -------- | ------ | ---------- | ------- | --- | -------- |
| 2015     | 15,126 | 49.66      | 7/11    | 3   | Gobierno |
| 2020     | 15,308 | 54.86      | 9/11    | 2   | Gobierno |